# ایرن نمیروفسکی
ایرن نمیروفسکی (به فرانسوی: Irène Némirovsky) رمان‌نویس قرن بیستم میلادی اهل روسیه است.